# Enhydrosoma baruchi
Enhydrosoma baruchi is een eenoogkreeftjessoort uit de familie van de Cletodidae. De wetenschappelijke naam van de soort is voor het eerst geldig gepubliceerd in 1975 door Coull.